# 10455 Donnison
10455 Donnison eller 1978 NU3 är en asteroid i huvudbältet som upptäcktes den 9 juli 1978 av den svenske astronomen Claes-Ingvar Lagerkvist vid Mount Stromlo-observatoriet. Den är uppkallad efter den brittiske astronomen John Donnison.